# Earl Dwire
Earl Dwire est un acteur américain né le 3 octobre 1883 dans le Missouri et mort le 16 janvier 1940 à Carmichael (Californie).

## Filmographie
- 1922 : The Kingfisher's Roost de Louis W. Chaudet
- 1931 : Alias the Bad Man de Phil Rosen
- 1931 : Dugan of the Badlands de Robert N. Bradbury
- 1932 : From Broadway to Cheyenne de Harry L. Fraser
- 1932 : Law of the West de Robert N. Bradbury
- 1932 : Riders of the Desert (en) de Robert N. Bradbury
- 1932 : Son of Oklahoma de Robert N. Bradbury
- 1932 : Texas Buddies (en) de Robert N. Bradbury
- 1932 : The Man from Hell's Edges (en) de Robert N. Bradbury
- 1933 : Galloping Romeo (en) de Robert N. Bradbury
- 1933 : Riders of Destiny de Robert N. Bradbury
- 1933 : Sagebrush Trail de Armand Schaefer
- 1933 : The Fugitive de Harry L. Fraser
- 1934 : Panique à Yucca City (Blue Steel) de Robert N. Bradbury
- 1934 : Neath the Arizona Skies de Harry L. Fraser
- 1934 : Randy le solitaire (Randy Rides Alone) de Harry L. Fraser
- 1934 : The Dude Ranger de Eddie Cline
- 1934 : Le Territoire sans loi (The Lawless Frontier)  de Robert N. Bradbury
- 1934 : The Lucky Texan de Robert N. Bradbury
- 1934 : The Man from Utah de Robert N. Bradbury
- 1934 : The Star Packer de Robert N. Bradbury
- 1934 : the Trail Beyond de Robert N. Bradbury
- 1934 : À l'ouest des montagnes (West of the Divide) de Robert N. Bradbury
- 1935 : Alias John Law de Robert N. Bradbury
- 1935 : Between Men (en) de Robert N. Bradbury
- 1935 : Big Calibre (en) de Robert N. Bradbury
- 1935 : Born to Battle de Harry S. Webb
- 1935 : Cavalcade of the West de Harry L. Fraser
- 1935 : Courageous Avenger de Robert N. Bradbury
- 1935 : Fighting Coward de Dan Milner
- 1935 : Fighting Pioneers (en) de Harry L. Fraser
- 1935 : Justice of the Range (en) de David Selman (en)
- 1935 : Last of the Clintons (en) de Harry L. Fraser
- 1935 : Lawless Range de Robert N. Bradbury
- 1935 : No Man's Range (en) de Robert N. Bradbury
- 1935 : Paradise Canyon de Carl Pierson
- 1935 : Saddle Aces (en) de Harry L. Fraser
- 1935 : Smokey Smith (en) de Robert N. Bradbury
- 1935 : Social Error de Harry L. Fraser
- 1935 : Les Nouvelles Aventures de Tarzan de Edward Kull
- 1935 : La Frontière impitoyable (The New Frontier) de Carl Pierson
- 1935 : The Pecos Kid (en) de Harry L. Fraser
- 1935 : The Rider of the Law de Robert N. Bradbury
- 1935 : Toll of the Desert de William Berke
- 1935 : Tombstone Terror (en) de Robert N. Bradbury
- 1935 : Unconquered Bandit de Harry S. Webb
- 1935 : Wagon Trail (en) de Harry L. Fraser
- 1935 : Western Justice (en) de Robert N. Bradbury
- 1935 : Westward Ho de Robert N. Bradbury
- 1935 : Wolf Riders de Harry S. Webb
- 1936 : Assassin of Youth de Elmer Clifton
- 1936 : Caryl of the Mountains (en) de Bernard B. Ray
- 1936 : Desert Justice de William Berke
- 1936 : Ghost Town de Harry L. Fraser
- 1936 : Gun Grit de William Berke
- 1936 : Headin' for the Rio Grande de Robert N. Bradbury
- 1936 : Idaho Kid de Robert F. Hill
- 1936 : La Rivière écarlate (King of the Pecos) de Joseph Kane
- 1936 : Law and Lead de Robert F. Hill
- 1936 : Oh, Susanna! de Joseph Kane
- 1936 : Pinto Rustlers de Harry S. Webb
- 1936 : Riding On de Bernard B. Ray
- 1936 : Roamin' Wild (en) de Bernard B. Ray
- 1936 : Santa Fe Bound de Harry S. Webb
- 1936 : Step on It (en) de Harry S. Webb
- 1936 : Stormy Trails de Sam Newfield
- 1936 : Sundown Saunders de Robert N. Bradbury
- 1936 : The Crooked Trail de S. Roy Luby
- 1936 : The Gun Ranger de Robert N. Bradbury
- 1936 : The Kid Ranger de Robert N. Bradbury
- 1936 : La Taverne maudite (The Rogues' Tavern) de Bob Hill
- 1936 : The Speed Reporter (en) de Bernard B. Ray
- 1936 : Tundra (en) de Norman Dawn
- 1936 : Wildcat Saunders (en) de Harry L. Fraser
- 1937 : Arizona Days (en) de John English
- 1937 : Atlantic Flight de William Nigh
- 1937 : Danger Valley de Robert N. Bradbury
- 1937 : Doomed at Sundown de Sam Newfield
- 1937 : Crime au Far West (en) (Empty Holsters) de B. Reeves Eason
- 1937 : Galloping Dynamite de Harry L. Fraser
- 1937 : Git Along Little Dogies de Joseph Kane
- 1937 : Hittin' the Trail de Robert N. Bradbury
- 1937 : Lightnin' Crandall de Sam Newfield
- 1937 : Riders of the Dawn de Robert N. Bradbury
- 1937 : Riders of the Rockies de Robert N. Bradbury
- 1937 : Romance of the Rockies de Robert N. Bradbury
- 1937 : Stars over Arizona de Robert N. Bradbury
- 1937 : The Gambling Terror de Sam Newfield
- 1937 : The Mystery of the Hooded Horsemen de Ray Taylor
- 1937 : The Trusted Outlaw de Robert N. Bradbury
- 1937 : Trouble at Midnight de Ford Beebe
- 1937 : Trouble in Texas de Robert N. Bradbury
- 1938 : Accidents Will Happen de William Clemens
- 1938 : Born to the West de Charles T. Barton
- 1938 : Daredevil Drivers de B. Reeves Eason
- 1938 : Six Shootin' Sheriff (en) de Harry L. Fraser
- 1938 : The Man from Music Mountain (en) de Joseph Kane
- 1938 : The Mysterious Rider de Lesley Selander
- 1938 : The Old Barn Dance (en) de Joseph Kane
- 1938 : The Purple Vigilantes de George Sherman
- 1938 : Two Gun Justice de Alan James
- 1938 : Crépuscule (Under Western Stars) de Joseph Kane
- 1939 : On Trial de Terry O. Morse
- 1939 : The Arizona Kid de Joseph Kane
- 1939 : Timber Stampede de David Howard
- 1939 : Trouble in Sundown de David Howard
- 1940 : King of the Lumberjacks de William Clemens